# Club Atlético Central Norte
|  | Per a altres significats, vegeu «Club Atlético Central Norte (Tucumán)». |

El Club Atlético Central Norte és un club de futbol a la ciutat de Salta, a la província de Salta.(Argentina).

## Història
El club va ser fundat el 9 de març de 1921. Adoptà el nom de la línia fèrria que travessava la província de Salta. Ha estat diversos cops campió del Campionat de Salta i ha participat en el Campionat Nacional argentí els anys 1974, 1976, 1977, 1980, 1982, 1984 i 1985.

## Estadi
El primer terreny del club se situà a l'encreuament dels carrers Rivadavia, Leguizamón, 25 de mayo i avinguda Sarmiento. Més tard passà als carrers Sarmiento i O'Higgins. El 2 d'agost de 1955 el governador de la província, Ricardo Joaquín Durand, atorgà al club uns terrenys coneguts com a Legado Güemes, on construí l'actual estadi, inaugurat el mateix any. Està situat a l'avinguda Entre Ríos 1495.

## Palmarès
- Campionat de Salta de futbol (36):
  - 1921, 1924, 1926, 1927, 1938, 1940, 1944, 1946, 1949, 1954, 1955, 1956, 1961, 1962, 1963, 1965, 1966, 1968, 1969, 1971, 1973, 1976, 1979, 1981, 1982, 1983, 1985, 1986, 1992, 1993, 1996, 1997, 2000, 2001, 2002, 2003
- Torneig Argentino B (2): 
  - 2005-06, 2009-10